# حسن أباد سالار
حسن‌ أباد سالار (بالفارسية: حسن‌آباد سالار) هي قرية تقع في قسم تخت جلغة الريفي في إيران. يقدر عدد سكانها بـ 406 نسمة .